# Старые Битцы
Ста́рые Би́тцы — бывшая деревня, вошедшая в состав Москвы в 1984 году. Территория деревни входит в состав района Северное Бутово Юго-Западного административного округа.

## География
Деревня находилась на территории исторического района Бутово на обеих берегах реки Битца, левому притоку Пахры, вдоль нынешней улицы Поляны в районе нынешних улиц Старобитцевская и Куликовская. Небольшая северная часть деревни располагалась к северу от МКАД на территории современного района Чертаново Южное.

## Происхождение названия
Название происходит от реки Битца.

## История
Впервые значится на карте 1763 года как Абитцы. В XIX веке этими землями владели Трубецкие. После прокладки в 1844—1847 годах Варшавского шоссе князь Николай Иванович Трубецкой (1807—1874) в 1846 году на землях своего имения Знаменское-Садки основал деревню Новая Битца (Аннино), куда переселилась часть жителей деревни Битцы. В 1884 году в деревне Битцы числились 47 дворов с населением 198 человек и 1 лавка. Нетронутая природа привлекала сюда жителей Москвы.
В путеводителе «Дачи и окрестности Москвы» (Москва, 1935 год) говорится:
Платформа Битца, 26-й км. Вблизи станции: дер. Аннино, с. Качалово, дер. Михайловская, дер. Вырбово, пос. Дубровка. По правую сторону линии жел. дор. в 1 и 1/2 км от станции, расположено по обе стороны проходящего здесь Серпуховского шоссе дер. Аннино или Битца, получившая название от протекающей речушки Битцы. Под одним названием объединены две деревни, находящиеся на расстоянии 1/2 км друг от друга. Деревни окружены мелколесьем и небольшими фруктовыми садами. Дома крестьянские, цены за помещения за летний сезон колеблются от 60 до 100 рублей. Имеется магазин Битцевского потребительского общества. <…> Близ упомянутых деревень расположено 2 совхоза. В бывшей ус. Феррейна — совхоз «Битцы», разводящий лекарственные травы (площадь посева достигает 27 гектаров).

### В составе Москвы
В 1984 году деревня с населением 225 человек вошла в состав Москвы и стала районом массовой многоэтажной застройки. В период с 1992 по 1996 год деревня прекратила своё существование.
Топоним сохранился в названиях:
- Битца — остановочный пункт (платформа) Курского направления Московской железной дороги.
- Битца — посёлок в Ленинском городском округе Московской области (получил название от названия платформы).
- Частично заросший пруд Старая Битца на реке Битце[19].
- Старобитцевская улица[20].
- В деревне Бачурино поселения Сосенское, Новомосковского административного округа Москвы строится ЖК «Старая Битца».